# Barry Corbin

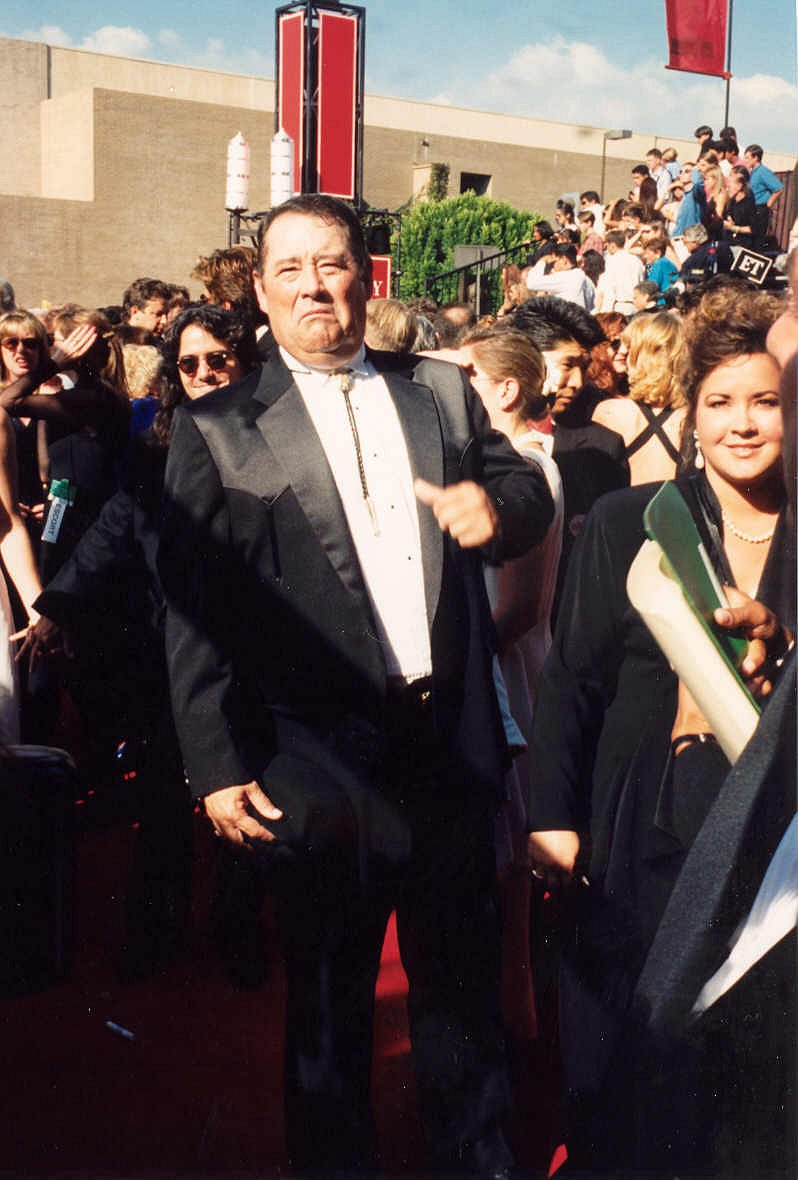
Barry Corbin vid Emmygalan 1994.

Leonard Barrie "Barry" Corbin , född 16 oktober 1940 i Lamesa, Texas, är en amerikansk skådespelare som medverkat i över 100 film- och TV-produktioner samt i datorspel.
Han har bland annat medverkat i TV-serierna Dallas, M*A*S*H, One Tree Hill och The Closer och har en huvudroll i Anger Management.

## Filmografi (filmer som haft svensk premiär)[1]
- 1980 - Nu fightas vi igen! - Fat Zack
- 1980 - Dårfinkarna - Walter Beatty
- 1980 - Urban Cowboy - farbror Bob
- 1981 - Natten då ljuset slocknade i Georgia - Wimbish
- 1982 - Det bästa lilla horhuset i Texas - C J
- 1982 - Honkytonk Man - Arnspriger
- 1983 - War Games - general Beringer
- 1985 - Ett mord i Kalifornien - åklagare Heusdens
- 1985 - Time Busters - Lew Harlan
- 1986 - Ingenting gemensamt - Andrew Woolridge
- 1987 - Short Time - polischefen
- 1987 - Under Cover - sergeant Irwin Lee
- 1987 - Heja Houdini! - Elmore
- 1988 - Critters 2 - Harv
- 1988 - Sista lektionen - Jim Sinclair
- 1989 - Den långa färden - Roscoe Brown
- 1989 - Mästerförfalskaren
- 1989 - Vem är Harry Crumb? - P.J. Downing
- 1990 - The Hot Spot - sheriffen
- 2000 - Command & Conquer: Red Alert 2 - General Ben Carville
- 2005 - The Dukes Of Hazzard
- 2007 - No Country for Old Men
- 2014 – The Homesman